# Le Pain d'autrui
Le Pain d'autrui (Нахлебник) est une pièce de théâtre en deux actes écrite par Ivan Tourgueniev en 1848, publiée seulement en 1857, à cause de la censure qui la jugeait « complètement immorale, et pleine de propos désobligeants pour les gentilshommes russes, qu’elle décrit de façon abjecte ».  Elle n'a été jouée qu’en 1861. C’est une peinture ironique et cruelle des mœurs russes de l'époque.

## Personnages
- Pavel Nikolaïévitch Eletski, 32 ans, haut fonctionnaire, sans cœur.
- Olga Pétrovna Eletskaïa, née Korina, 21 ans, sa femme, bonne et douce.
- Vassili Semionovitch Kouzovkine, 50 ans, gentilhomme hébergé chez Eletski.
- Flegonte Alexandritch Tropatchov, 36 ans, voisin d’Eletski,  propriétaire de 400 âmes, célibataire.
- Ivan Kouzmitch Ivanov, autre voisin d’Eletski, 45 ans, paisible, taciturne et pauvre.
- Karpatchov, autre voisin d’Eletski, 40 ans, stupide.
- Narcisse Constantinitch Trembinski, 40 ans, maître d’hôtel d’Eletski.
- Egor Kartachov, 60 ans intendant, voleur.
- Praskovia Ivanovna, 50 ans, méchante et sèche.
- Macha, 20 ans, servante, jeune fille fraîche.
- Anpadiste, 70 ans, tailleur, fatigué.
- Piotr, 25 ans, valet de chambre.
- Vaska, 14 ans, valet.

## Résumé
Acte I - Une salle dans la maison d’un riche propriétaire.
Le maître d’hôtel Trembinski est arrivé dans la maison de ses maîtres en avance pour préparer leur arrivée, avec le valet, le tailleur, l’intendant, la servante; il s’agite et donne des ordres à tous. Kouzovkine qui vit dans la maison depuis plus de vingt ans par nécessité, explique à Ivanov, un ami et voisin, les espoirs et craintes qu’il a avec le retour d’Olga, la maîtresse de maison. Il l’a connue enfant. Va-t-elle se souvenir de lui ? Sera-t-il toujours accepté ?
Olga arrive avec son mari, Eletski. Cela fait sept ans qu’elle est partie : ils sont là pour trois mois. Elle fait visiter la maison à son mari et emmène Kouzovkine voir le jardin. Eletski convoque l’intendant : il se fait expliquer les détails sur le domaine de sa femme qui est maintenant le sien. Il veut tout contrôler par lui-même.
Arrive Tropatchov, un voisin, poseur et gentilhomme. Il est accompagné de Karpatchov qui lui sert de faire-valoir. Olga se retire et les hommes déjeunent ensemble. Eletski se montre aimable avec tous. Tropatchov se moque de Kouzovkine, le fait boire, le pousse à se ridiculiser en lui faisant raconter une histoire d’héritage dont il aurait été spolié, le force à chanter, le traite de bouffon. On passe insensiblement de l’ironie à la méchanceté gratuite envers un vieil  homme qui essaie de rester digne. L’alcool aidant, Kouzovkine ne se contrôle plus. Il s’enfonce dans le ridicule. Eletski laisse la situation s’envenimer et ne fait pas un geste pour stopper Tropatchov. Complètement ivre, Kouzovkine, comme pour se venger, annonce devant tous qu'Olga est sa fille. Olga a entendu ce qu'il a dit.
Acte II - Un salon richement meublé

Eletski a demandé à Kouzovkine de quitter la maison après le scandale de cette révélation. Olga veut le voir avant qu’il ne parte. Kouzovkine se confond en excuses devant elle : « On a raison de le chasser, il ne raconte que des bêtises de vieillard. » Mais quand Olga insiste, il confirme qu’il a dit la vérité et lui raconte sa vie : sa jeunesse dans le besoin, le père d’Olga qui l’héberge, le père d’Olga qui se marie, puis se détache de sa femme, les relations de cet homme avec une voisine, la mère d’Olga qui vit enfermée chez elle, le départ de son père pendant six mois, son retour quand la voisine l’a abandonné, sa femme qui a continué à l’aimer et qu’il va finir par injurier et violer, la femme qui ordonne à Kouzovkine de la rejoindre dans sa chambre pour se venger, la délivrance avec la mort accidentelle du père qui n’est pas le père.
Olga est choquée. Elle sent qu’il dit la vérité. Eletski refuse d’y croire. Il propose dix mille roubles à Kouzovkine pour qu’il parte le plus loin possible. Celui-ci refuse, mais accepte quand Olga le lui propose. Il part. On comprend qu’Olga voudra le revoir.

## Extrait
- Kouzovkine à Eletski : « Mais que voulez vous de moi, Seigneur, il ne vous suffit pas que je parte, vous voulez aussi que je m’avilisse, vous voulez m’acheter… Eh bien, non ! Cela ne se fera pas. »

## Édition française
- Ivan Tourgueniev, Théâtre complet, tome1, traduit par Georges Daniel, L'Arche, Paris, 1964.